# Instytut Misesa
Das Instytut Ludwiga von Misesa (zu deutsch: Ludwig-von-Mises-Institut) ist ein 2003 in Breslau gegründetes polnisches Bildungs- und Forschungsinstitut.
Das Institut ist nach Ludwig von Mises, einem der führenden Denker der Österreichischen Schule der Nationalökonomie, benannt. Das Institut sieht sich in der Tradition des klassischen Liberalismus, des Freihandels und der politischen Philosophie des Libertarismus. Im Jahre 2007 übersetzte das Institut Ludwig von Mises Werk Human Action ins Polnische. Es folgten weitere Übersetzungen einiger bedeutender Werke der Austrian Economics, etwa von Jesús Huerta de Soto und Murray Rothbard.
Das Institut ist Mitglied im wirtschaftsliberal orientierten Stockholm Network.
Neben dem Herausgeben von Büchern organisiert das Institut mehrere Projekte, unter anderem ein jeden Sommer stattfindendes Seminar zur Österreichischen Schule der Ökonomie und die Vernetzung mehrerer sogenannter „Klubs“ der Österreichischen Schule der Ökonomie.